# Мьянма на летних Олимпийских играх 1996
Мьянма принимала участие в Летних Олимпийских играх 1996 года в Атланте (США) в двенадцатый раз за свою историю, но не завоевала ни одной медали. Сборную страны представляли двое мужчин и одна женщина.